# Alchemilla eugenii
Alchemilla eugenii — вид квіткових рослин з родини трояндових (Rosaceae). Ареал: південна Польща (Татри), північна Словаччина (Татри).